# ماچئی ژیلینسکی
ماچئی ژیلینسکی (لهستانی: Maciej Zieliński؛ زادهٔ ۲۹ مارس ۱۹۷۱) موسیقی‌دان، آهنگساز، تنظیم‌کننده و تهیه‌کننده موسیقی اهل لهستان است.
از فیلم‌ها یا مجموعه‌های تلویزیونی که وی به‌نحوی در ساخت موسیقی آن‌ها نقش داشته است، می‌توان به کارآگاهان جنایی، رنگ‌های خوشبختی، فقط عاشقم باش و یک داستان بسیار کریسمسی اشاره نمود.